# Joachim Oelhaf
Joachim Adam Oelhaf (Oelhafen, Oelhavius) (ur. 12 grudnia 1570 w Gdańsku, zm. 20 kwietnia 1630) – anatom i lekarz.

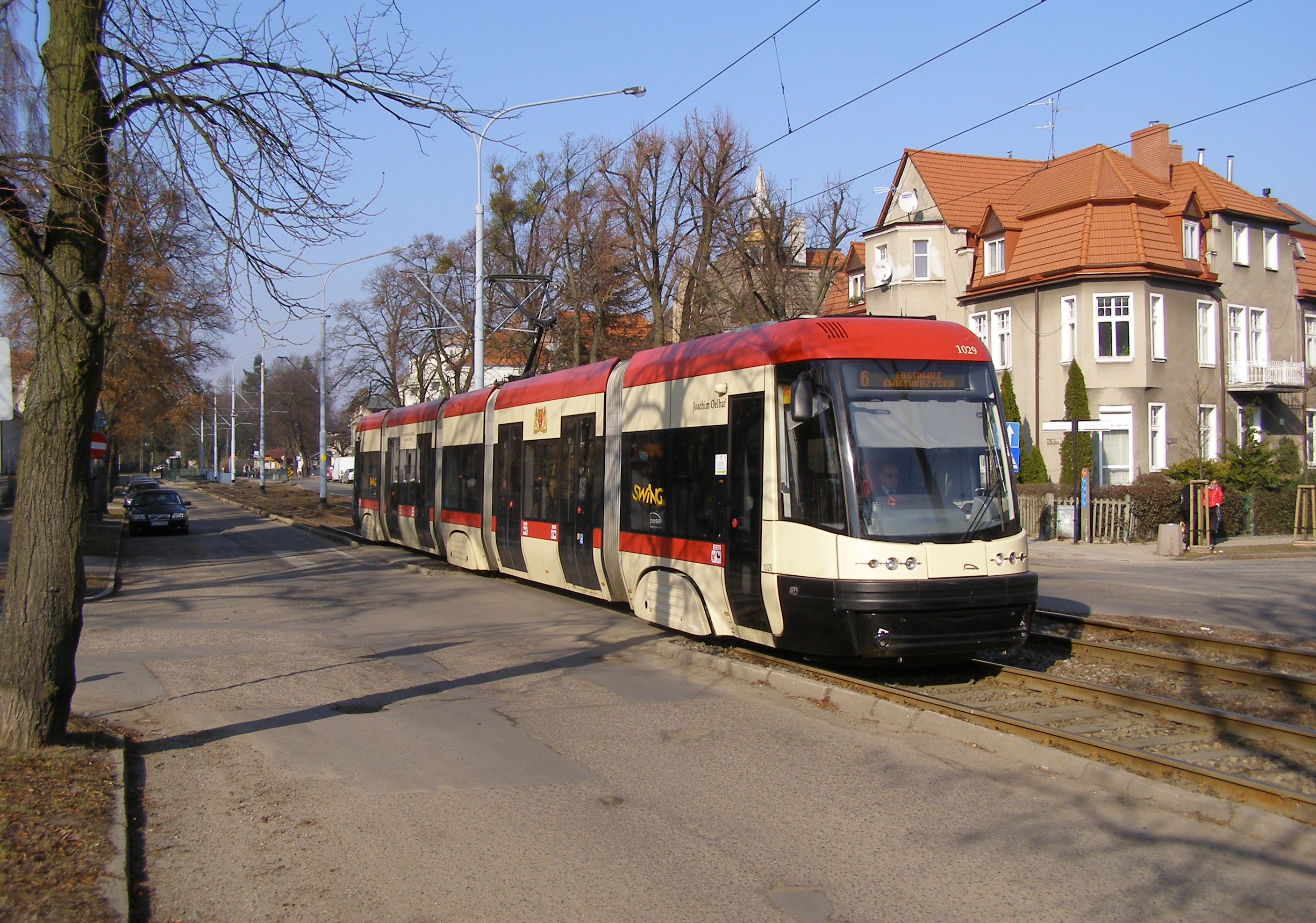
Gdański tramwaj, którego patronem jest Joachim Adam Oelhaf

## Życiorys
Był synem Joachima i Elżbiety z domu Bartsch. Uczył się w Gimnazjum Akademickim w Gdańsku, następnie (1588–1593) studiował w Wittenberdze, potem w Altdorfie, Krakowie, Padwie i w Montpellier. W 1600 roku uzyskał w Montpellier doktorat z filozofii i medycyny. W Gdańsku został lekarzem miejskim oraz lekarzem nadwornym Zygmunta III Wazy. W 1613 przeprowadził pierwszą na ziemiach polskich i w północnej Europie publiczną sekcję zwłok. Wykładał medycynę i nauki przyrodnicze w Gimnazjum Akademickim (1603–1630). Założył na wałach miejskich Gdańska ogród botaniczny, w którym hodował rośliny lecznicze. Był żonaty dwa razy – z Anną Haveradt (1602) i z Anną Trunck (1619). Był ojcem Mikołaja Oelhafa. Zmarł w czasie epidemii dżumy.
Założony przez Joachima Oelhafa ogród Rada Miejska Gdańska zleciła zlikwidować po jego śmierci, uznając, że wały miejskie nie są właściwym miejscem dla tego typu upraw.
Jest patronem tramwaju Pesa Swing 120NaG SWING Gdańskich Autobusów i Tramwajów o numerze bocznym 1029.

## Publikacje
Wykaz na podstawie:
- De foetu humano Gedani 1607,
- Problemata de dentibus Gedani 1607,
- De partibs abdomina centinentibus Gedani 1613,
- De hepate Gedani 1614,
- De motu cerebri Gedani 1615,
- De usu renum endoxa et paradoxa Gedani 1616,
- De usu ventriculorum cerebri Gedani 1616,
- De seminario pestilenta intra corpus vivum latitante disquisitio physica et medica authore Joahimo Oelhafio medico physico Dantiscano Dantisci 1626[6],